# 龙泉街道 (易门县)
龙泉街道，是中华人民共和国云南省玉溪市易门县下辖的一个乡镇级行政单位。

## 行政区划
龙泉街道下辖以下地区：
中心街社区、兴文街社区、西环路社区、中屯社区、罗所社区、梅营社区、曾所社区、江口社区、方屯社区、韩所社区、蔡营社区和水桥社区。